# Lenguas pano
Las lenguas pano son una pequeña familia de lenguas de la selva amazónica formada por una treintena de lenguas de las que actualmente sobreviven menos de una veintena.
Todas estas lenguas se hablan entre las cuencas del río Ucayali y el río Madre de Dios.
Las dos lenguas más importantes de esta familia son el shipibo-konibo (con unos 8000 hablantes) y el matsés-mayoruna (con unos 2000 hablantes).

## Contexto
La familia lingüística pano es reconocida como tal desde el siglo XVII; pues las crónicas franciscanas aluden a la gran nación pano a la que pertenecen los shipibo, los cashibo, y los panobo propiamente dichos.
En 1890, Raoul de la Grasserie inauguró el término pano para deslindes filológicos de la cuenca del Río Ucayali.
Se puede afirmar con certeza que lenguas de la familia pano se hablan por lo menos en tres países sudamericanos: Brasil, Perú y Bolivia.
Una característica morfológica interesante de esta familia es su consistente sistema pronominal (ea, min, na, formas absolutivas de 'yo, tú, él')

## Clasificación
La clasificación de las lenguas pano es un tema que la lingüística teórica no ha agotado.
Es más; sólo existen esbozos de aproximación y no hay estudios comparativos más o menos completos y fiables que den cuenta de su árbol filogenético. Por ejemplo se reconocen claramente tres grupos, que se listan a continuación especificando el número aproximado de hablantes (en 1999) y los países donde las lenguas se hablan:
- Grupo Yaminawa (9 lenguas)
  - Yaminahua (500; Bolivia, Perú, Brasil)
  - Amawaca (200, Perú)
  - Cashinahua /Honikoin (500; Perú, Brasil)
  - Sharanawa /Shanindawa /Chandinawa /Inonawa /Marinawa (300; Perú)
  - Yawanawa (200; Perú)
  - Chitonawa (35; Perú)
  - Yoranawa /Nawa /Parquenawa (200; Perú)
  - Moronawa (300; Brasil)
  - Mastanawa (100; Perú)
- Grupo Chacobo (6 lenguas)
  - Chacobo (400; Bolivia)
  - Katukina /Camannawa /Waninnawa (300; Brasil)
  - Arazaire (†; Perú)
  - Atsawaca (†; Perú)
  - Yamiaka (†; Perú)
  - Pacawara (12; Bolivia)
- Grupo Capanawa (7 lenguas)
  - Kapanawa /Pahenbakebo (400; Perú)
  - Shipibo /Conibo /Xetebo (400; Perú)
  - Marubo (400; Brasil)
  - Isconawa (30; Perú)
  - Waripano /Panobo /Pano (†; Perú)
  - Remo (†; Brasil)
  - Canamarí /Taverí /Matoinahã (†; Bolivia)
- Otras ocho lenguas pano no han podido ser convenientemente clasificadas en estos tres grupos anteriores:
  - Matsés /Mayoruna (2000; Perú, Brasil)
  - Kakataibo /Comabo (100; Perú)
  - Kaxariri (100; Brasil)
  - Karipuná (†; Brasil)
  - Culino (†; Brasil)
  - Nokamán (†; Brasil)
  - Poyanawa (†; Brasil)
  - Tutxinawa (†; Brasil)

Más recientemente se han propuesto otras clasificaciones que corrigen esta clasificación anterior, usando técnicas cladísticas más precisas.
Otro problema clásico es la discusión de si las lenguas de la familia tacana están o no emparentadas con la familia pano. Como se sabe, la familia tacana es un conjunto de lenguas que se hablan en el departamento de Madre de Dios y en los territorios bolivianos contiguos, una de cuyas lenguas es el ese-eja. Algunos lingüistas, como Eugene E. Loos, proponen que no hay garantía de parentesco entre el pano y el tacana; mientras tanto, otros consideran indiscutible hablar del pano-tacana.

### Nombres de las lenguas y pueblos pano
Las lenguas de la familia pano reciben sus nombres de los pueblos que las hablan. Por lo general, el nombre del pueblo es un sustantivo y un sufijo. El sustantivo alude al animal totémico del pueblo.
Así, la palabra pano significa ‘armadillo’ y -bo el sufijo de plural. De esta manera, panobo significa ‘[el pueblo de los] armadillos’. Igualmente, los shipibo son ‘[el pueblo de los] monos’; los cashibo ‘[el pueblo de los] murciélagos’, los sharabo ‘[el pueblo de las] abejas’; los chacobo ‘los del Chaco’.
Otras veces se usa el sufijo –nahua o -nawa, que significa 'gente'.
Con esta regla es posible componer nombres de pueblos como sharanahua (shara, que significa 'abeja'), cashinahua, isconahua (isco, que significa 'oropéndola') y otros similares.
Este detalle ayuda a entender parcialmente la nomenclatura de estos pueblos.
Una diferencia notable en el uso de los sufijos -nawa y -bo, es que el primero se emplea para aludir particularmente a los extranjeros. Si usted, que está leyendo este artículo, llega a una comunidad shipibo del alto Ucayali, será tomado por Nawa, empleado como sustantivo en una connotación no necesariamente negativa. De esta manera, -nawa es un clasificador exclusor. En rigor, los sharanahua son los 'hombres abeja que no somos nosotros'; mientras que el plural -bo puede usarse indistintamente para las nociones de inclusión o neutralidad étnica. Ahora se puede entender por qué se habla de los 'cashibo' y los 'cashinahua'; que, por supuesto, no tienen lenguas comunes; pues los primeros corresponden al llamado pano occidental, y los segundos, al oriental, según la clasificación de Guido Pilares (véase más abajo la lista de lenguas pano del Perú).

### Distribución del pano peruano
La siguiente lista de lenguas actualmente existentes en el Perú ha sido depurada por Guido Pilares del Ministerio de Educación peruano, las cifras incluyen el número de personas de cada etnia (no todos los cuales serían hablantes fuentes):
- Lengua amahuaca (700), ubicados en los ríos Sepahua, Curiuja, Alto Ucayali, Inuya, Purús, Mishagua.
- Lengua capanahua (500), ubicados en los ríos Tapiche-Buncuya.
- Lengua cashibo /Cacataibo (2.500), ubicados en los ríos Aguaytía y San Alejandro.
- Lengua cashinahua (1200): ubicados en los ríos Curanja y Purús.
- Lengua isconahua (200), ubicados en: distrito de Callaría, población dispersa.
- Lengua matsés (800), ubicados en: distrito de Yaquerana, Loreto.
- Lengua morunahua (150), ubicados en: cabeceras del río Embín.
- Lengua sharanahua (600), ubicados en: río Alto Purús.
- Lengua shipibo-conibo (28.000), ubicados en el curso medio del río Ucayali, y la ciudad de Pucallpa.
- Lengua yaminahua (1.100), ubicados en los ríos Huacapishtea y Mayupa.
- Lengua mayo pisabo (100), ubicados en los ríos Tapiche y Blanco.

### Clasificación de Ethnologue
Grimes y Grimes propone la siguiente clasificación para las lenguas pano:
- Pano oriental: kaxarari (Brasil)
- Pano nor-central: atsawaka (Perú, †), Kapanawa (Perú)
- Iskonawa (Perú) marubu (Brasil) Remo (Perú-Brasil, †) Sensi (Perú, †) Shipibo-Conibo (Perú)
- Pano norteño: matsés (Perú, Brasil), Pisabo (Perú)
- Pano sud-central: amawaka (Perú, Brasil)
- Yora Yora (Perú)
- Pano sudoriental: cashinahuá (Perú, Brasil), katukina, panoano (Brasil), morunawa (Perú)
- Pano sureño: chacobo (Bolivia), karipuná (Brasil), pakanawa (Bolivia), shinabo (Bolivia, †)
- Pano Occidental: kashibo-kakataibo (Perú) nokomán (Perú, †)
- Sin clasificación: nukuini (Brasil, ¿extinta?), sharanahua, poyanawa (Brasil), sharanawa (Perú), tuxunawa (Brasil), xipinawa (Brasil), yaminawa (Perú, Brasil, Bolivia) yamanawa (Brasil) panobo o wariapano (Perú, †)

## Descripción lingüística

### Fonología
El trabajo comparativo sobre las lenguas pano ha llevado al siguiente inventario reconstruido para el proto-pano:
|              | labial | apico- alveolar | alveo- palatal | apico- palatal | velar | glotal |
| ------------ | ------ | --------------- | -------------- | -------------- | ----- | ------ |
| oclusiva     | *p     | *t              |                |                | *k    | *ʔ     |
| africada     |        | *ʦ              | *ʧ             |                |       |        |
| fricativa    |        | *s              | *ʃ             | *ʂ             |       | *h     |
| continuante  | *β     | *ɾ              |                |                |       |        |
| nasal simple | *m     | *n              |                |                |       |        |
| semivocal    | *w     |                 | *j             |                |       |        |

De estos 16 fonemas consonánticos, las oclusivas y las africadas tienen reflejos consistentes en la mayoría de lenguas pano. Las glotales /ʔ,h/ se han perdido en la mayoría de las lenguas, aunque las dos siguen existiendo en amawaca, chacobo, capanawa y pacanawa. El shipibo, el yawanawa y el waripano retienen sólo /h/, mientras el camannawa retiene sólo /ʔ/. Las nasales frecuentemente tienen como alófonos oclusivas sonoras, /m/ > [m, b] y /n/ > [n, d].
En cuanto al sistema vocálico se postula un sistema de cuatro vocales:
|          | anterior | central | posterior |
| -------- | -------- | ------- | --------- |
| cerradas | *i       |         | *ɨ, *o    |
| abiertas |          | *a      |           |

Todas estas vocales han sido retenidas con un alto grado de consistencia. Algunas lenguas tienen más vocales que estas: El Matsés ha desarrollado una vocal /ə/ (transcrita e) y en Cashibo la secuencia ai > [e] y la secuencia aw > [ɔ].

### Gramática
Las lenguas pano son aglutinantes, exclusivamente sufijantes y usan postposiciones. El orden básico no marcado es SOV. El número de sufijos verbales puede exceder los 130, muchos de estos sufijos se pueden concatenar sobre una única raíz verbal. En cuanto al alineamiento morfosintáctico las lenguas pano exhiben ergatividad escindida.
El sintagma nominal puede consistir en un núcleo y una serie de modificadores, que no incluyen ningún tipo de artículo ni definido ni indefinido. El orden típico de estos modificadores es:
Cuantificador - Posesivo - Adjetivo - Nombre (Núcleo) - Adjetivo - Numeral
El siguiente ejemplo del capanawa ilustra el orde anterior:
(1) hawɨn ʂɨbon kaʔtɨ pono romiʃin
este hoja.palma atrás vena pequeño
'las pequeñas enervaciones de la parte de atrás de las hojas de palma'
Algunos adjetivos van siempre postpuestos al nombre, otros siempre antepuestos y unos pocos pueden ir detrás o delante del nombre, existiendo una diferencia de significado:
(2a) hoa paʃini (lit. flor rojo) 'la flor roja'
(2b) paʃĩ hoa (lit. rojo flor) 'una flor que es roja'

### Comparación léxica
Los numerales del 1 al 4 son:
| GLOSA | Subgrupo A | Subgrupo A | Subgrupo A     | Subgrupo B      | Subgrupo B | Subgrupo C | No-clasificadas  | No-clasificadas | Proto-pano              |
| GLOSA | Shipibo    | Panobo     | Marubo         | Cashinawa       | Amahuaca   | Chacobo    | Matsés           | Karipuná        | Proto-pano              |
| ----- | ---------- | ---------- | -------------- | --------------- | ---------- | ---------- | ---------------- | --------------- | ----------------------- |
| '1'   | westíʊra   | hawícho    | wəstí-šta pazü | bestichai       | wistéra    | vuístita   | patxi            | pazü            | *wisti(ora)             |
| '2'   | rabí       | dawuó      | dabui          | dabé            | rábuê      | dávita     | dabui            | taboe           | *ɽaβɨt                  |
| '3'   | (kimisha)  | muken      | muken          | dabé inun besti |            | tereša     | macadilatan -tai | muken           | *mokin(?)/ *rawoi+wisti |
| '4'   | (chosko)   |            |                | dabé inun dabé  |            |            | dararim -pa      |                 | *ɽaβɨt + *ɽaβɨt         |
Los términos entre paréntesis son préstamos del quechua.